# Bacquepuis
Bacquepuis é uma comuna francesa na região administrativa da Normandia, no departamento de Eure. Estende-se por uma área de 5,11 km². Em 2010 a comuna tinha 315 habitantes (densidade: 61,6 hab./km²).